# Wolfgang Rettig (Romanist)
Wolfgang Rettig (* 2. August 1945 in Meran; † 17. Oktober 2019 in Neuss) war ein deutscher Romanist, Sprachwissenschaftler und Hochschulpolitiker.

## Leben
Wolfgang Rettig wuchs in Worms auf. Nach dem Abitur studierte er von 1965 bis 1970 an den Universitäten Heidelberg, Mainz, FU Berlin und an der Sorbonne. 1971 wurde er in Heidelberg germanistisch promoviert und wechselte als Assistent des Romanisten Manfred Höfler an die Universität Düsseldorf. Dort habilitierte er sich 1977. Er war zuerst Akademischer Rat, ab 1982 Professor. Von 1985 bis 1993 war er Prorektor der Universität. Rettig war langjähriger Vertreter seiner Universität bei der Hochschulrektorenkonferenz sowie Stellvertretender Vorsitzender und Schatzmeister des Philosophischen Fakultätentages.

## Veröffentlichungen (Auswahl)
- Sprachsystem und Sprachnorm in der deutschen Substantivflexion. Narr, Tübingen 1972. (Dissertation)
- Raynouard, Diez und die romanische Ursprache. In: In memoriam Friedrich Diez. Hrsg. Hans-Josef Niederehe. Amsterdam 1976, S. 247–273.
- Sprachliche Motivation. Zeichenrelationen von Lautform und Bedeutung am Beispiel französischer Lexikoneinheiten. Lang, Frankfurt am Main 1981. (Habilitationsschrift)
- Die Latinität des französischen und des italienischen Wortschatzes. In: Eurolatein. Das griechische und lateinische Erbe in den europäischen Sprachen. Hrsg. Horst Haider Munske und Alan Kirkness.  Tübingen 1996, S. 204–218.
- (Hrsg. mit Mechtild Bierbach, Barbara von Gemmingen und Gilles Roques) Mélanges de lexicographie et de linguistique françaises et romanes dédiés à la mémoire de Manfred Höfler.  Klincksieck, Paris 1997.
- 158. Romanismen in nichtromanischen Sprachen: Gallizismen. In: Romanische Sprachgeschichte. Ein internationales Handbuch zur Geschichte der romanischen Sprachen. Hrsg. Gerhard Ernst, Martin-Dietrich Gleßgen,  Christian Schmitt und Wolfgang Schweickard. 2. Teilband. De Gruyter, Berlin 2006, S. 1806–1821.